# Cmentarz Radlicki
Cmentarz Radlicki (cz. Radlický hřbitov) – cmentarz położony w stolicy Czech w dzielnicy Praga 5 (Radlice) przy ulicy Výmolovej 38.

## Historia
Cmentarz powstał w 1896, jego niewielki teren posiada kształt trójkąta. Znajduje się tu 386 miejsc pochówku w tym 348 grobów tradycyjnych, 15 grobów urnowych oraz 5 grobowców.  